# 尖叶胡枝子
尖叶胡枝子（学名：Lespedeza hedysaroides）是一种豆科植物。这种植物主要分布于中国东北及华北；此外朝鲜、日本、苏联均有分布。